# Dumače
Dumače falu Horvátországban, Sziszek-Monoszló megyében. Közigazgatásilag Petrinyához tartozik.

## Fekvése
Sziszek városától légvonalban 15, közúton 26 km-re nyugatra, községközpontjától légvonalban 9, közúton 12 km-re északnyugatra, a Báni végvidék középső részén, a Kulpa jobb partján, az ún. „Glinai zsebben” fekszik.

## Története
Dumače viszonylag későn, csak a 19. század elején keletkezett. Kezdetben a katonai határőrvidék része volt, majd ennek megszűnése után Zágráb vármegye Petrinyai járásának része lett. 1857-ben 180, 1910-ben 262 lakosa volt. A 20. század első éveiben a kilátástalan gazdasági helyzet miatt sokan vándoroltak ki a tengerentúlra. 1918-ban az új szerb-horvát-szlovén állam, majd később Jugoszlávia része lett. A második világháború idején a Független Horvát Állam része volt. A háború után a béke időszaka köszöntött a településre. Enyhült a szegénység és sok ember talált munkát a közeli városokban. A délszláv háború előestéjén teljes lakossága horvát nemzetiségű volt. A falu 1991. június 25-én a független Horvátország része lett. 1991. október 6-án a szerb erők támadást intéztek Dumače védői ellen, de kemény harc után kénytelenek voltak visszavonulni. 17-én az ismételt támadás is kudarcot vallott, majd a horvát erők ellentámadásba mentek át és 22-ig felszabadították a Glinai zseb többi települését is és a szerbeket Glinska Poljanáig vetették vissza. A következő hónapokban is súlyos harcok folytak a térségben, amely 1992 januárjában szabadult fel végleg az ellenséges nyomástól. A falu lakossága nagyrészt elmenekült és csak a háború után tért vissza. A lakosság száma 1999-ben Koszovóból elmenekült és itt letelepedett 40 horvát családdal gyarapodott. 2011-ben 272 lakosa volt.

## Népesség
| Lakosság változása | Lakosság változása | Lakosság változása | Lakosság változása | Lakosság változása | Lakosság változása | Lakosság változása | Lakosság változása | Lakosság változása | Lakosság változása | Lakosság változása | Lakosság változása | Lakosság változása | Lakosság változása | Lakosság változása | Lakosság változása |
| ------------------ | ------------------ | ------------------ | ------------------ | ------------------ | ------------------ | ------------------ | ------------------ | ------------------ | ------------------ | ------------------ | ------------------ | ------------------ | ------------------ | ------------------ | ------------------ |
| 1857               | 1869               | 1880               | 1890               | 1900               | 1910               | 1921               | 1931               | 1948               | 1953               | 1961               | 1971               | 1981               | 1991               | 2001               | 2011               |
| 180                | 0                  | 205                | 248                | 251                | 262                | 236                | 217                | 203                | 175                | 139                | 115                | 106                | 88                 | 369                | 272                |

(1869-ben lakosságát Gornje Mokricéhez számították.)